# Julia Kociuban
Julia Emilia Kociuban (ur. 18 stycznia 1992 w Krakowie) – polska pianistka.

## Życiorys
Uczyła się gry fortepianowej od piątego roku życia. W 2010 ukończyła (z wyróżnieniem) Ogólnokształcącą Szkołę Muzyczną II stopnia w Zespole Państwowych Szkół Muzycznych im. M. Karłowicza w Krakowie. Ukończyła studia na Uniwersytecie Muzycznym Fryderyka Chopina w Warszawie oraz Mozarteum w Salzburgu. Na tej drugiej uczelni studiowała pod kierunkiem Pawła Giliłowa. Koncertuje jako solistka, kameralistka, jak również z towarzyszeniem orkiestr kameralnych i symfonicznych. Współpracowała z takimi dyrygentami jak Hans Graf, Neeme Järvi, Lahav Shani, Ken-David Masur, Jerzy Maksymiuk, Marek Pijarowski, Tadeusz Wojciechowski, Marcin Nałęcz-Niesiołowski i Łukasz Borowicz. Nagrywała dla Programu II Polskiego Radia, Telewizji Polskiej, Österreichischer Rundfunk, BR-Klassik i France Musique. W 2015 wydała debiutancką płytę Schumann, Chopin, Bacewicz, a w 2016 płytę Karneval der tiere nagraną z Lahavem Shani i orkiestrą Wiener Symphoniker. W 2016 otrzymała nagrodę Arturo Benedetti Michelangeli Prize. 
Prowadzi wykłady na Akademii Muzycznej im. Grażyny i Kiejstuta Bacewiczów w Łodzi. Realizuje też kursy mistrzowskie. Jest artystką Bösendorfera. W 2019 roku uzyskała stopień doktora sztuk muzycznych.
Jest zamężna z pianistą Ilją Maksimowem.

## Festiwale i orkiestry
Brała udział m.in. w następujących festiwalach:
- Festival International de Piano w La Roque-d’Anthéron,
- Young Euro Classic w Berlinie,
- Kissinger Sommer w Bad Kissingen,
- Wielkanocny Festiwal Ludwiga van Beethovena w Warszawie,
- Międzynarodowy Festiwal Chopinowski w Dusznikach-Zdroju[3].

Współpracowała z takimi orkiestrami jak:
- Klassische Philharmonie Bonn,
- NDR Elbphilharmonie Orchester,
- Wiener Symphoniker[3].